# Leotrim Bekteshi
Leotrim Bekteshi (ur. 21 kwietnia 1992 w Berlinie) – kosowski piłkarz, w 2020 roku reprezentant Kosowa.